# Bryon Wilson
Bryon Wilson (Butte (Montana), 7 april 1988) is een Amerikaanse freestyleskiër die is gespecialiseerd op het onderdeel moguls. Hij vertegenwoordigde zijn vaderland op de Olympische Winterspelen 2010 in Vancouver. Hij is de oudere broer van freestyleskiër Bradley Wilson.

## Carrière
Wilson scoorde bij zijn wereldbekerdebuut in februari 2007 in Apex direct zijn eerste wereldbekerpunten. In januari 2008 finishte de Amerikaan in Lake Placid voor de eerste maal in de top tien. Aan het begin van het seizoen 2009/2010 stond hij in Suomu tweemaal op het podium. Tijdens de Olympische Winterspelen van 2010 in Vancouver veroverde Wilson de bronzen medaille op het onderdeel moguls.
In Deer Valley nam hij deel aan de wereldkampioenschappen freestyleskiën 2011, op dit toernooi wist hij niet te finishen op het onderdeel moguls. Op 22 december 2012 boekte Wilson in Kreischberg zijn eerste wereldbekerzege. Op de wereldkampioenschappen freestyleskiën 2013 in Voss eindigde de Amerikaans als vijfde op het onderdeel moguls en als 31e op het onderdeel dual moguls.

## Resultaten

### Olympische Spelen
| Jaar | Plaats    | Resultaten |
| ---- | --------- | ---------- |
| 2010 | Vancouver | Moguls     |

### Wereldkampioenschappen
| Jaar | Plaats      | Resultaten                |
| ---- | ----------- | ------------------------- |
| 2011 | Deer Valley | DNF Moguls                |
| 2013 | Voss        | 31e Dual Moguls 5e Moguls |

### Wereldbeker
Eindklasseringen
| Seizoen   | Algm | MO  |
| --------- | ---- | --- |
| 2006/2007 | 156e | 52e |
| 2007/2008 | 60e  | 17e |
| 2008/2009 | 119e | 32e |
| 2009/2010 | 15e  | 5e  |
| 2010/2011 | 49e  | 12e |
| 2011/2012 | 174e | 42e |
| 2012/2013 | 53e  | 10e |
| 2013/2014 | 72e  | 12e |
| 2014/2015 | 34e  | 10e |
| 2015/2016 | 192e | 40e |
| 2016/2017 | 249e | 49e |
| 2017/2018 | 237e | 39e |

Wereldbekerzeges
| Datum            | Plaats      | Onderdeel   |
| ---------------- | ----------- | ----------- |
| 22 december 2012 | Kreischberg | Dual Moguls |